# スルトの剣
『スルトの剣』（スルトのけん）はテーブルトークRPG(TRPG)『アルシャード』のリプレイ作品。リプレイの執筆はゲームマスター（GM）でもある菊池たけしが担当している。イラストは石田ヒロユキが担当している。
初出は『ゲーマーズ・フィールド』 8th season Vol.5（2004年6月発売）。2005年には『アルシャードff』の発売と合せて、リプレイ『オーディンの槍』とともにファミ通文庫にまとめられた。
兄弟編に当たる『オーディンの槍』同様、リプレイ収録の際に使われているルールは『アルシャード』（ルール第一版）だが、文庫版刊行に当たり『アルシャードff』に沿った修正がなされている。

## 概要
2004年に発売された『アルシャード』（ルール第一版）サプリメント『ティル・ナ・ノグ』の紹介を目的として作られたリプレイである。
『アメージング・ワールド』に続く読者投稿データ集第二弾という側面も持つ『ティル・ナ・ノグ』は、現代地球や妖精界などの異世界からやってきた人物をプレイヤーキャラクター（PC）として遊ぶことができるサプリメントである。同書では8つの新キャラクタークラスの1つとして「異世界からの来訪者」たる「ストレンジャー」が追加されている。このストレンジャーという新要素を強く押し出すために、まったくの別ゲームである『ナイトウィザード』リプレイのPC・柊蓮司を本セッションのPCの一人に採用している。また、同じPCの一人・キサラのキャラクタークラス「サモナー」も『ティル・ナ・ノグ』で追加されたクラスである。。

## あらすじ
物語は『黒き星の皇子』の直後から始まる。現代の地球で、人間社会を影から守る「ウィザード」と呼ばれる特殊能力者の一人である柊蓮司は、いつものように地球の守護女神アンゼロットから強引に任務を押し付けられた。今回の任務はある魔王を退治すること。その魔王は、柊の持つ魔剣で柊が直接トドメをささなければ倒されないという運命を持つという。柊はしぶしぶながらも今回の任務を承諾し、任務に同行する仲間である女性のウィザード「七瀬晶」と顔合わせをする。彼女は柊と同じ学校の生徒だったのだが、不思議なことに彼女は柊が持つ魔剣と全く同じ形状の魔剣を持っていた。コンビを組んだ二人は順調に任務をこなし、魔王が潜む異空間で決戦を行うのだが、柊がトドメを刺すのに失敗し、代わりに晶がトドメを刺すことになる。しかし、魔王を倒したと同時に異空間の次元の裂け目にと晶と柊の魔剣が吸い込まれてしまい、柊のみが通常空間へとはじきとばされてしまった。
次の日、行方不明になった晶を心配しながらも登校した柊は、突如ゲタ箱から現れた謎の手につかまれてそのまま異空間にひきずりこまれてしまう。そして目が覚めるとそこにいたのは晶に似た顔つきの一人の少女。キサラと名乗ったその少女は彼女は柊に言う。柊はこの世界「ミッドガルド」の危機を救うことができる唯一の勇者であるのだと。
ミッドガルドに迫る危機。それは神話の時代に現れ神々により封じられた「七つの奈落」が復活するという予言によるものであった。対奈落騎士団エクスカリバーに属するキサラによると、この危機を解決できるのは異世界に存在する一本の魔剣とその使い手のみであると予言に記されているという。柊の魔剣は前回の戦いで行方不明になったままだったが、キサラの師匠にあたるシャーナという女性からの情報で、魔剣はこの世界に存在することが判明する。さらに、行方不明になった晶の魔剣も……。
あのとき異空間に飲まれた晶は柊の魔剣とともにミッドガルドに飛来してきたのか? そして柊が世界を救えるという予言はいかなるものなのか? さらに、「柊はミッドガルドを滅ぼすものである」という第二の予言の存在が判明し、事態は混迷を極める。柊を排除しようとするアイギス戦団の追っ手や、状況を利用しようとす真帝国の追撃をかいくぐり、魔剣を回収しに向かう。魔剣が存在するのは、神山であるミョルニル山の近くに封印されている古代戦艦レーヴァテインの内部。そして柊たちがレーヴァテインに乗り込み魔剣を手に入れたとき、予言の真実が明らかになる。

## 登場人物・用語

### プレイヤーキャラクター
プレイヤーによって操作するキャラクター。PC。名前の横にカッコで記述されているのはプレイヤー名である。キャラクタークラスについてスラッシュで複数かかれている場合はマルチクラスによりクラスを複数有していることを表す。キャラクタークラスの横のレベルはそのリプレイ開始時のものである。
柊蓮司 (矢野俊策)
キャラクタークラス : ストレンジャー (Lv.2) /ソードマスター (Lv.2) / ファイター (Lv.1)
シャードの加護 :《ガイア》《タケミカヅチ》《トール》
解説 :ナイトウィザード、セブン＝フォートレスなどの菊池たけしデザインのTRPGのリプレイシリーズのキャラクター。ナイトウィザードにおける地球（異世界人からは「第八世界ファー・ジ・アース」と呼ばれる）の出身。その世界における超常能力者「ウィザード」の一人であり、魔剣使いのキャラクタークラスを持つ。
ミッドガルドの予言書において、世界を救う魔剣を所持すると伝えられている人物だが、オープニングの任務で魔剣を失ってしまったため、キサラに召喚された後は「魔剣のない魔剣使いなんで、ただの『使い』」と子供の使い扱いされてしまい役立たずのレッテルを貼られてしまう。本編では失われた魔剣の探索をまず行うこととなる。
リプレイに登場するたびに学年やレベルが下げられてしまう「下がる男」の異名を持つことで知られるが、今作では何も下げられることはなく、むしろ前に登場した『黒き星の皇子』からレベルが1あがっている（黒き星の皇子4レベル→スルトの剣5レベル）。柊はこれで納得していたようだが、ナイトウィザード（1st Edition）はキャラクターメイキング時のレベルが0で、アルシャードはキャラクターメイキング時のレベルが3なので、レベルアップ回数から考えると実はレベルが下げられている。
シド (田中天)
キャラクタークラス : ドヴェルグ (Lv.2) /ファイター (Lv.1) / ヴァグランツ (Lv.1) / エージェント (Lv.1)
シャードの加護 :《イーヴァルディ》《トール》《ブラギ》
前作『オーディンの槍』からの続投PC。山岳に住まう小人族「ドウェルグ」の空賊。パンキッシュな性格をしている残虐な男だが、根っからの悪人ではない。
前回の冒険の後、空賊から足を洗い、G=M社の営業として真っ当に生きていくことを決意したが（そのためエージェントクラスを習得している）、夢をあきらめきれずにパンクでロックな空賊生活に返り咲いた。なお、前作と本作の間でリンクス（ネコミミを生やした人型種族）のリコという娘と結婚している。
本作ではある人物からの依頼で、帝国基地から「伝説の魔剣」を奪還するところから物語が始まる。
キサラ＝ノースライト (田中信二)
キャラクタークラス : サモナー (Lv.2) /オラクル (Lv.1) / ホワイトメイジ (Lv.1)
シャードの加護 :《ブラギ》《フレイ》《イドゥン》
対奈落騎士団エクスカリバーに所属する召喚師の娘。シャーナという師匠の元で修行を積んでおり、ミッドガルドを滅ぼすといわれる七つの奈落の復活を阻止するため、予言に伝わる「異世界の魔剣使い」の召喚を試みる。これにより柊がミッドガルドに召喚された。
外見や雰囲気が七瀬晶に似ており、二人の間にはある秘密がある。
ヴィオレット (井上純弌)
キャラクタークラス : ヴァルキリー (Lv.1) /ファイター (Lv.3) / ホワイトメイジ (Lv.1)
シャードの加護 :《フレイヤ》《トール》《イドゥン》
前作『オーディンの槍』からの続投PC。前作では古代戦艦「グングニル」の艦載機という扱いだったが、今回では自身が古代戦艦「レーヴァテイン」の制御ユニットであることが判明した。
その記憶が判明したと同時に、ヴィオレットの本当の人格が覚醒、前作の印象とは全く異なる、陽気なアメリカ人のような奇妙な性格となる。現代人とは少し異なるギャグセンスを持ち、ラッキョウが転がっただけでも体をくの字に曲げて「HAHAHAHA!!」と外人笑いをする。その様子は仲間たちを和ませるときもあればいらつかせる場合もある。今作での大惨事（菊池たけしがGMを務めるリプレイで、ストーリーがGMやプレイヤーの想定外の展開になることをこう表現する）要因だが、レーヴァテインの起動時には冷静な人格に戻る。

### ノンプレイヤーキャラクター
GMが操作するキャラクター。NPC。
七瀬晶
ナイトウィザード世界の地球（ファー・ジ・アース）の「ウィザード」の少女。名前の読みは「ななせ・あきら」。柊とは同じ学校の同学年にあたる（輝明学園三年生）。柊と同じ形状の魔剣を持つが、何故同じ形状であるかはナイトウィザードリプレイの『合わせ鏡の神子』で語られる。
物語のオープニングで柊とともに山羊頭の魔王と戦うも、アクシデントにより空間の亀裂に飲み込まれ行方不明となる。このときに柊の魔剣もともに亀裂に飲み込まれた。
アンゼロット　
ナイトウィザード世界の地球（ファー・ジ・アース）を守護する女神。外見は清楚な美少女だが性格は腹黒い。今作では柊と晶にオープニングでの任務を与え、「標的の魔王は柊の魔剣でないとトドメをさせない運命に縛られている」と警告した。
魔王　
ナイトウィザード世界の地球（ファー・ジ・アース）にいる裏界の魔王の一体。山羊の角と尻尾が生えている。オープニングであっという間にやられてしまい名前さえつけられなかった。しかし、最後の力で柊を攻撃しようとしたため、晶がそれをかばうためとっさに魔王のトドメを刺す。アンゼロットの警告を無視したため運命の力が働き、謎の空間の亀裂が発生して魔王と晶を飲み込んでしまった。
シャーナ　
ミッドガルドにおける対奈落騎士団エクスカリバーに所属する高位のサモナーの女性。キサラの師匠にあたる。七つの奈落に対抗できる異世界の魔剣使いを呼び出す儀式をキサラに伝授した。
ヘルムート・ゾンバルト
帝国軍西部方面軍最高司令。軍人としては無能だが、保身の術に長けていて現在の地位を保っている小者。アルシャードの名物NPCであり、「どこか憎めない悪役」的な人気がある。
今作ではシドに奪われた「伝説の魔剣」と予言に伝わる「異世界の魔剣使い」を奪取するためにPCたちを追撃する。
グラーフ・シュペー
反帝国をかかげる空賊の男。前作『オーディンの槍』に引き続き、PCへの援助者として登場する。
シンマラ
超古代文明時代に生きていた女性でヴィオレットとレーヴァテインの設計者。ヴィオレットとレーヴァテインは古代種族アルフの遺失技術によって作られたものだが、ヴィオレットの記憶の中にあるシンマラはアルフではなく人間で、また、未来に柊蓮司が召喚されることをヴィオレットに予言していた。

### その他の登場人物・用語など
レーヴァテイン
炎の巨人スルトの武具として伝えられる古代文明の戦艦。同型の戦艦が七隻あり『オーディンの槍』で出てきたグングニルも七隻の戦艦のネームドシップである（レーヴァテインは二番館）。これら七隻の戦艦は七つの奈落をそれぞれ封じていると言われている。
レーヴァテインの主
レーヴァテインを支配・統括する権利を持つ人物のこと。本作では柊蓮司が主となるようにレーヴァテイン建造時から決められていたことが明らかになる。
エクスカリバー
アイギス
古文書
本作では柊蓮司がミッドガルドに来訪することを予言した古文書が存在している。
エクスカリバーに伝わる古文書では、古代の七つの奈落が復活する予言が伝わっており、それに対抗できるのは「異世界の魔剣使い・柊蓮司」だけだとしている。
一方、アイギスにはエクスカリバーとは異なる古文書が伝わっており、そこには柊蓮司が世界を滅ぼす災厄と予言されている。そのため、アイギスは柊蓮司を抹消するためにルーンナイトを派遣している。
どちらの古文書の内容が正しいのかはこのリプレイの謎の中核ともなっている。

## 『アルシャード』『ナイトウィザード』における位置づけ
『アルシャード』と『ナイトウィザード』のクロスオーバーリプレイである本リプレイだが、これは『アルシャード』の世界観であるユグドラシル宇宙と『ナイトウィザード』の背景にある主八界が同一の世界観に存在することが公式設定に組み込まれたことを示すものではない。
『アルシャード』及びその後継版『アルシャードff』・『アルシャードガイアRPG』では本リプレイの内容と矛盾するものも発表されている。
- シンマラは、『アルシャードガイアRPG』のサプリメント『リーフワールド』では、ユグドラシル宇宙上の世界の一つ「ノーフューチャー」での信仰対象で、ムスペルヘイムから渡ってきたアルフとされている。
- 『アルシャードトライデント』リプレイシリーズ第1パーティ編第2巻「爆誕! ゴッドウォリアーズ!!」によれば、ヴィオレットの真の製造理由は、大ラグナロクの正常な進行のサポートと、各世界のイデアを次の時代に運ぶレリクスシップ「アーク」の制御であり[4]、レーヴァテインの制御ユニットとしての任務[5]は一時的なものでしかないとされた。
- 『アルシャードトライデント』の一環として出されたシナリオ集『パラダイスロスト』では、スルトは真帝国内の秘密結社「天使派」のクーデターの最中に現われた「炎の巨人」の軍団を率いる戦士として現われた（アルシャードトライデント#その他の神霊的存在の「炎の巨人」の項を参照）。

『ナイトウィザード』では、本リプレイの内容を反映した設定が存在している。
- 『合わせ鏡の神子』では、二人の魔剣の相似性に説明をつけている。ふたりの魔剣は元々は「星の巫女」を護る7人の守護剣士の武器として兄弟のような関係にあり、それが時を経て晶と柊にそれぞれ受け継がれたということである。

その一方、本リプレイの内容と矛盾する設定も存在する。
- 上述の「『星の巫女』を護る7人の守護剣士」の設定は、『ナイトウィザード The 2nd Edition』のルールブック及びサプリメントでは全く触れられていない。なお菊池たけしは、二人の魔剣の相似性について、本リプレイの時点においては「今回だけの特別ルール」[6]と発言している。
- レーヴァテインは、ウィザードクラス「転生者」のアイテム「遺産」の一つで、ロキによって鋳造されたと言われる魔剣である。この剣は『月は無慈悲な夜の女王』において、「月の守護者」の転生者である蘭堂舞が有している。なお、ロキについては『ナイトウィザード』では特に設定はないが、『アルシャード』には明確な設定がある。
- 本リプレイのエンディングでヴィオレットは『ナイトウィザード』の舞台である第八世界に転移したことになっているが、『ナイトウィザード The 2nd Edition』ルールブック及びソースブックには公式NPCとして一切登場していない。またリプレイにおけるPC・NPCとしても登場していない。
『アルシャードトライデント』リプレイシリーズ第1パーティ編のGMはシドのプレイヤーであった田中天だが、彼は第1巻「襲来! コスモマケドニア!!」のプレイヤー紹介の井上純弌の項で「あのクレイジーヴァルキリーは『ナイトウィザード』の世界に移住した」と記述している[7]。しかし「爆誕! ゴッドウォリアーズ!!」本編にて前言を翻してヴィオレットを登場させ、同じ井上のPCであるグローリアスと会話する場面を描写している。この時井上はプレイヤーとして「ヴィオレットは『スルトの剣』で別のゲーム（＝『ナイトウィザード』）の世界に旅立ったはず」と発言したが、PCとしては「一度違う世界に行ったはず」と発言しているのみで、『スルトの剣』との関係はぼかされている。

別系列のシリーズ作品同士のクロスオーバー作品ではよくあることだが、本作は一種のパラレルワールド的な扱いとなっていると考えた方が矛盾が出ないと思われる（ナイトウィザードの宝玉戦争に関わる話も公式設定なのはノベライズ版で、アニメ版はパラレルワールド扱い）